# Dale Abbey
Dale Abbey – wieś w Anglii, w hrabstwie Derbyshire, w dystrykcie Erewash. Leży 9 km na wschód od miasta Derby i 181 km na północny zachód od Londynu.